# MKTV (Makedonska Televizija)
MKTV (Makedonska Televizija) är tv-delen inom MRT (Makedonska Radio Televizija), offentligt tv- och radioföretag i Nordmakedonien.